# فاضل (ردمان)

تعديل مصدري - تعديل

فاضل هي إحدى قرى عزلة ال بقش بمديرية ردمان التابعة لمحافظة البيضاء، بلغ تعداد سكانها 54 نسمة حسب تعداد اليمن لعام 2004.